# 1721 Wells
1721 Wells è un asteroide della fascia principale del diametro medio di circa 40,03 km. Scoperto nel 1953, presenta un'orbita caratterizzata da un semiasse maggiore pari a 3,1534204 UA e da un'eccentricità di 0,0429751, inclinata di 16,08827° rispetto all'eclittica.
L'asteroide è dedicato a Hermann B. Wells, rettore dell'Università dell'Indiana dal 1937 al 1962.